# 普热梅斯瓦夫·蒂通
普热梅斯瓦夫·蒂通（波蘭語：Przemysław Tytoń，1987年1月4日—）是波蘭的一位足球選手。在場上司職門將。現效力荷甲球會川迪。他曾代表波蘭國家足球隊參加比賽。

## 榮譽

### 俱樂部
- 阿賈克斯
  - 荷甲冠軍: 2021-22

## 外部連結
- Transfermarkt.co.uk
- Player profile （页面存档备份，存于） at 90minut.pl （波兰語）